# Parfumeur

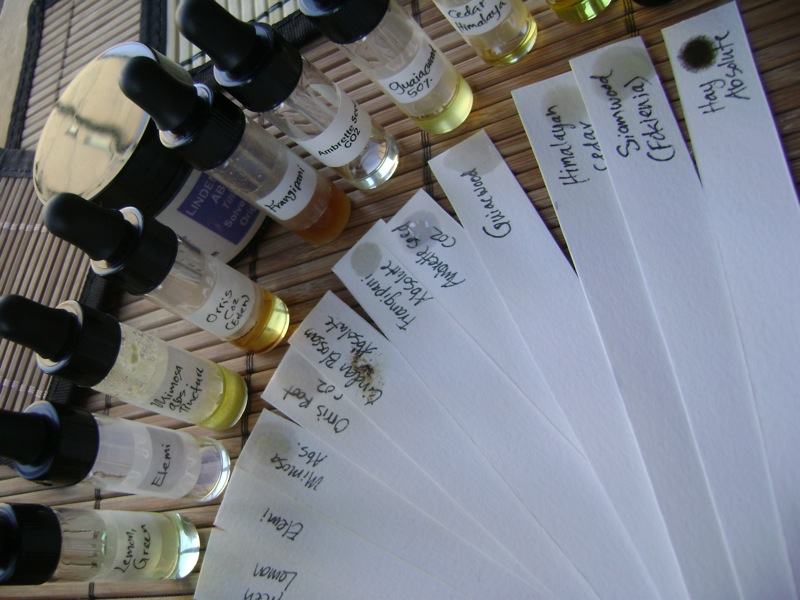
Gereedschap van een parfumeur

Een parfumeur is een ontwerper van parfums en andere geurcomposities. Een parfumeur kan in dienst zijn van een bedrijf dat geurstoffen maakt of gebruikt, maar er zijn ook parfumeurs die hun ambacht als vrij beroep uitoefenen. Ervaren parfumeurs worden ook wel aangeduid met de term de Neus, een pars pro toto.
Bij het ontwerpen houdt een parfumeur onder meer rekening met:
- Het product, een wasmiddel stelt andere eisen en heeft andere chemische eigenschappen dan bijvoorbeeld koperpoets
- De prijs, een geurcompositie voor een luxe parfum mag meer kosten dan die voor een goedkope shampoo
- De wensen en eisen van de klant

Iemand die smaken ontwerpt wordt flavorist genoemd.